# Седма словеначка ударна бригада
Седма словеначка народноослободилачка ударна бригада „Франце Прешерн” (скраћено 7. СНОУБ „Франце Прешерн”), позната као Прешернова бригада, је била бригада Народноослободилачке војске Југославије у Словенији.
Наредба за оснивање бригаде издата је 14. јула 1943, док је бригада организована 6. августа 1943. на Шпику. У септембру 1943. преименована је у 7. СНОУБ „Франце Прешерн”.
Била је у саставу 31. словеначке дивизије НОВЈ.

## Ратни пут бригаде

### 1943. година
Дана 13. јула 1943. године, по наређењу Врховног штаба НОВ и ПОЈ, у Словенији су формиране 1. и 2. словеначка дивизија НОВЈ. У састав 1. словеначке дивизије ушле су Прва ударна бригада „Тоне Томшич” и Друга ударна бригада „Љубо Шерцер”, док су у августу придодате и Трећа ударна бригада „Иван Градник” те Седма ударна бригада „Франце Прешерн”. У 2. словеначку дивизију укључене су Четврта ударна бригада „Матија Губец” и Пета ударна бригада „Иван Цанкар”, а у августу и Шеста ударна бригада „Славко Шландер”.
Дана 20. јула 1943. године, у близини засеока Потока на планини Блегош код Шкофје Локе, јаке немачке полицијске снаге напале су 2. и 3. батаљон бригаде. У оштрој борби, један батаљон је делимично разбијен, али је успео да се извуче, док се други батаљон пробио из обруча и прешао на територију Италије. Након вишедневних борби против италијанских снага, овај батаљон се 24. јула вратио у Словенију и поново придружио својој бригади. Дана 2. августа 1943. године, јаке немачке снаге окружиле су  бригаду у рејону Жировског врха. Бригада се, након дводневних оштрих борби и уз обостране велике губитке, пробила делом снага на Буков врх, а делом према селу Селу.
Дана 10. августа 1943. године, Осма словеначка (горењска) бригада преименована је у Седму словеначку ударну бригаду и постала део 14. дивизије НОВЈ.
Дана 14. августа 1943. године, јединице 14. дивизије НОВЈ напале су белогардистичка упоришта у селима Собочево, Нижевец, Брезовица и Охоница код Боровнице. У ноћним борбама, јединице су уништиле упоришта у селима Брезовици, Охоници и Нижевецу, заробиле више белогардиста и заплениле веће количине оружја и муниције. Истовремено, 1. батаљон Седме словеначке бригаде извео је демонстративан напад на италијански гарнизон у Ракитни, како би везали непријатељске снаге. Дана 10. септембра, између села Долење Вас и Ракитница код Кочевја, бригада је разоружала италијанску колону која је покушала да се пробије према Љубљани, након вишечасовне борбе. Дана 18. септембра, Главни штаб НОВ и ПО за Словенију издао је наредбу да се 3. словенска бригада „Иван Градник” врати у Словеначко приморје, а 7. словенска бригада „Франце Прешерн” у Горењску, ради учвршћења јединица које су формиране након капитулације Италије. Дана 20. септембра, у замку Турјаку код Великих Лашћа, бригада „Франце Прешерн” уништила је главну белогардистичку формацију од 760 људи, након осмодневних борби. Већи део посаде је заробљен, укључујући и знатан број духовних вођа и организатора, док се мањи део успео пробити и прикључити немачким јединицама у Љубљани. Бригада је запленила преко 100 митраљеза и другу ратну опрему, уз губитак око 40 бораца.
Дана 6. октобра, по наређењу Врховног штаба НОВ и ПОЈ, формирана је 31. словеначка дивизија НОВЈ у Словенији, која је првобитно названа Триглавска дивизија, али је убрзо преименована у 26. дивизију НОВЈ, а 22. децембра 1943. године поново у 31. дивизију НОВЈ. У њен састав ушле су 3. бригада „Иван Градник”, 7. бригада „Франце Прешерн” и 16. бригада „Јанко Премрл Војко”.
Дана 20. октобра, у близини села Ровта и Острог Врха код Крања, јака немачка колона из Шкофје Локе напала је 2. батаљон 7. словеначке бригаде. Након вишесатне борбе, напад је одбијен, а бригада се повукла према селима Габршка Гора и Пољане код Шкофје Локе. Дана 25. октобра 1943. године, по наредби Главног штаба НОВ и ПО за Словенију, расформирана је Толминска бригада, а њено људство укључено у састав 7. словеначке бригаде. Дана 28. октобра, код села Коритнице близу Толмина, минерски вод бригаде срушио је железнички мост дуг 120 метара на реци Бачи. Дана 13. новембра, у селу Железнике код Шкофје Локе, 2. батаљон бригаде напао је немачку жандармеријску посаду. После вишечасовне борбе овладао је селом, али је због доласка немачких појачања из Шкофје Локе био приморан да се повуче. Дана 18. новембра, у склопу операције Трауфе, немачке јединице у рејону села Робидница, Лесковица и Црни Врх код Бохињске Бистрице напале су 16. и 7. словеначку ударну бригаду. Након вишечасовне борбе, немачке снаге су одбијене са знатним губицима. Дана 19. новембра, на планини Ратитовец, Градникова бригада и Прешернова бригада одбациле су јаке немачке снаге у полазне гарнизоне Железнике и Бохињску Бистрицу, наневши им губитке. Дана 15. децембра, у селу Горељек на планини Покљука, немачке снаге опколиле су 3. батаљон бригаде. После вишесатне борбе, батаљон је успео да се пробије, али је претрпео значајне губитке од 46 мртвих, 10 рањених и заробљених, и изгубио значајну количину наоружања. Дана 15. децембра, у селу Стражишче код Крања, 1. и 2. батаљон бригаде, заједно са деловима Горењског НОП одреда, напали су текстилну фабрику "Хелер" која је производила униформе за немачку војску. Успели су да заплене значајну количину материјала и оружја, али су се повукли због доласка немачких појачања.

### 1944. година
Почетком 1944. године, Прешернова бригада била је ангажована у борбама против немачких јединица током њихове зимске офанзиве у Словенији. Бригада је учествовала у више борби и диверзантских акција, одржавајући притисак на окупаторске снаге. Дана 15. априла, бригада је извела напад на немачку војну колону у близини Врхнике. Након вишечасовне борбе, бригада је нанела знатне губитке непријатељу и запленила оружје и муницију.
У мају 1944. године, формиране су додатне НОВ дивизије у Словенији. Прешернова бригада постала је део новоформиране 30. дивизије НОВЈ.
Дана 30. јула 1944. године, код села Црнгроб близу Шкофје Локе, бригада сукобила се са немачким трупама. После оштрих борби, бригада се повукла према Горењској.

### 1945. година
Почетком 1945. године, бригада учествовала је у завршним операцијама за ослобођење Словеније. Бригада је учествовала у борбама у рејону Љубљане и била део снага које су ослободиле главни град Словеније 9. маја 1945. године.
Након завршетка Другог светског рата и ослобођења Словеније, Прешернова бригада је расформирана, а њено људство је демобилисано или распоређено у друге јединице Југословенске армије.

## Организација и структура
септембар 1943.
- команда
- 1. батаљон
- 2. батаљон

новембар 1943.
- команда
- 1. батаљон
- 2. батаљон
- 3. батаљон
- 4. батаљон
- тешка чета (противтенковски топ, тешки минобацач, 4 тешка митраљеза)

новембар 1944.
- команда
- 1. батаљон
- 2. батаљон
- 3. батаљон
- тешка чета (противтенковски топ, тешки минобацач, 4 тешка митраљеза)
- инжињеријски вод
- комуникациони вод

## Наоружање
15. новембар 1943.
- пиштољи - 34
- пушке - 255
- пушкомитраљези – 17
- лаки митраљези – 30
- лаки минобацачи - 7

## Припадници бригаде

### Заповедништво
Командант
- Иван Јавор (12. јул - 14. јул 1943)
- Силво Клавчич (14. јул - 4. август 1943)
- Милан Томинец (август 1943)
- Душан Швара (1. септембар - 6. октобар 1943)
- Бранко Карапанџа (6. октобар - 26. октобар 1943)
- Франц Јереб-Славко (26. октобар - 27. новембар 1943)
- Рудолф Хриберник (27. новембар 1943 - 19. јун 1944)
- Јанко Презељ (19. јун - 23. јул 1944)
- Карел Лесковец (23. јул 1944 - 10. март 1945)
- Фердо Толар-Мирко: (14. март 1945 - крај рата)

Политички комесар
- Иван Франко-Изток (12. јули - 26. октобар 1943)
- Лудвик Петелиншек (26. октобар 1943 - 15. март 1944)
- Даворин Ферлигој (15. март - 4. септембар 1944)
- Виктор Кирн (4. септембар 1944 - 10. март 1945)
- Антон Селиншек (10. март 1945 - крај рата)

Заменик команданта
- Силво Клавчич-Силван (12. јул - 14. јул 1943)
- Милан Нашич (август - 15. август 1943)
- Франц Врховшек (6. октобар - 26. октобар 1943)
- Албин Дролц (26. октобар - 28. децембар 1943)
- Франц Јернејц (14. јануар - 31. јануар 1944)
- Јанко Презељ-Стане (фебруар - 16. март 1944)
- Франц Јернејц-Милче (22. март - април 1944)
- Карел Лесковец (април - 23. јул 1944)
- Радо Јакин (23. јул - децембар 1944)

Заменик политичког комесара
- ?-Робин (12. јули - 4. август 1943)
- Бранко Карапанџа-Матјажек (септембар - 6. октобар 1943)
- Франц Чопи (26. октобар 1943 - 1. фебруар 1944)
- Марјан Керн (1. фебруар - 9. март 1944)
- Петар Алфиревић (9. март - 20. октобар 1944)
- Станко Приможич (20. октобар - 25. децембар 1944)
- Јан Концилија (25. децембар 1944 - 28. април 1945)

Начелник штаба
- Рудолф Хриберник-Сварун (26. октобар - 27. новембар 1943)
- Франц Јереб-Славко (27. новембар 1943 - 9. март 1944)
- Јанко Презељ-Стане (10. март - 23. јул 1944)
- Франц Јернејц-Милче (19. јун - 23. април 1944)
- Карел Нардин (23. јули 1944 - крај рата)

### Борци
- септембар 1943 - мање од 200
- новембар 1943 - 110
- 15. новембар 1943 - 398